# Seznam osebnih imen na V
Seznam osebnih imen, ki se pričnejo s črko V.

## Seznam

### Va
- Valburga
- Valči
- Valda
- Valdi
- Valent
- Valentin
- Val
- Valentina
- Valentino
- Valerij
- Valerija
- Valerijan
- Valter
- Vanda
- Vane
- Vanesa
- Vanessa
- Vanja (žensko ime)
- Vanja (moško ime)
- Vanjo
- Varja
- Vasilij
- Vasilija
- Vasilka
- Vasja (žensko ime)
- Vasja (moško ime)
- Vaska
- Vasko
- Vaso

### Ve
- Vedran
- Vedrana
- Vekoslav
- Vekoslava
- Velemir
- Velemira
- Velibor
- Velimir
- Velimira
- Velinka
- Velinko
- Veljana
- Veljano
- Veljka
- Veljko
- Vencelj
- Venceslav
- Venceslava
- Venčeslav
- Venčeslava
- Vendel
- Vendelin
- Vendelina
- Vera
- Verena
- Verica
- Verka
- Verona
- Veronika
- Vesel
- Veselin
- Veselina
- Veselinka
- Veselinjka
- Veselka
- Veseljka
- Veseljko
- Veselko
- Vesko
- Vesna

### Vi
- Vid
- Vida
- Vidica
- Vidka
- Vidko
- Vido
- Vidojka
- Vidosav
- Vidosava
- Vigilij
- Vigilija
- Vika
- Viki, moško ime
- Viki, žensko ime
- Vikica
- Viktor
- Viktorija
- Vilhelm
- Vilhelmina
- Vili
- Vilibald
- Vilijem
- Vilim
- Viljan
- Viljana
- Viljem
- Viljemina
- Viljenka
- Vilka
- Vilko
- Vilma
- Vincenc
- Vincencij
- Vincencija
- Vinka
- Vinko
- Vijoleta
- Violeta
- Virgilij
- Virginija
- Vislava
- Višnja
- Vit
- Vita
- Vital
- Vitja
- Vitjan
- Vitko
- Vito
- Vitodrag
- Vitomir
- Vitomira
- Vitoslav
- Vitoslava
- Vivian
- Viviana
- Vivijan
- Vivijana
- Vivjan
- Vivjana

### Vj
- Vjekoslav
- Vjekoslava

### Vl
- Vlada
- Vladan
- Vlade
- Vladimir
- Vladimira
- Vladislav
- Vladislava
- Vladka
- Vladko
- Vlado
- Vlasta
- Vlastimir
- Vlastimira
- Vlasto

### Vo
- Vojin
- Vojislav
- Vojislava
- Vojka
- Vojko
- Vojimir
- Vojimira
- Vojo
- Vojteh
- Volbenk
- Voranc